# Thaumetopoea dhofarensis
Thaumetopoea dhofarensis är en fjärilsart som beskrevs av Edward P. Wiltshire 1980. Thaumetopoea dhofarensis ingår i släktet Thaumetopoea och familjen tandspinnare. Inga underarter finns listade i Catalogue of Life.